# سنايبر: غوست واريور 3
سنايبر: غوست واريور 3 ؛ أي قناص: شبح المحارب 3 (بالإنجليزية: Sniper: Ghost Warrior 3)‏ وهي لعبة فيديو من نوع تصويب منظور الشخص الأول، تاريخ صدورها هو 25 أبريل 2017م، وهي متوفرة على أجهزة الويندوز وبلاي ستيشن 4 وإكس بوكس ون. تم تطوير ونشر اللعبة بواسطة سي آي غيمز. سنايبر: غوست واريور 3 هي تكملة لـ سنايبر: غوست واريور 2 ، والأولى في السلسلة تتميز ببيئة العالم المفتوح، كما تدعم اللغة العربية لأول مرة.

## طريقة اللعب
على غرار سابقاتها، فهي لعبة إطلاق نار تكتيكية من منظور شخص الأول. تم تصميمها لتكون أقل خطية من سنايبر: غوست واريورو سنايبر: غوست واريور 2، لأن العنوان هو الأول في السلسلة الذي يتميز ببيئة عالم مفتوح، والتي يمكن للاعب استكشافها بحرية. ينتشر عالم اللعبة في أنشطة ومهام جانبية مختلفة تُعرف باسم «جرائم الحرب». يمكن للاعب إكمال هذه المهام إذا لم يلعب المهام الرئيسية. وفقًا لـ سي آي غيمز، تم تصميم العنوان ليكون متاحًا لكل من اللاعبين الجدد على السلسلة أو لاعبين هذا النوع من الألعاب، بينما يكون تكتيكيًا بما يكفي لمزيد من اللاعبين المتشددين.
تعتمد اللعبة على ثلاث ركائز مختلفة: الهدف والتنفيذ والبقاء على قيد الحياة. يمكن للاعب استخدام أساليب مختلفة لإكمال المهام وهزيمة الأعداء، حيث أصبحت الخرائط الآن أكبر وأكثر انفتاحًا. على سبيل المثال، يمكن للاعب استخدام أسلوب القتال الخفي لقتل الأعداء، بأسلوب البندقية والركض، أو استخدام الأسلحة أو الأدوات المتوفرة، مثل بنادق القنص، لقنص الأعداء من مسافة بعيدة.
لا تظهر أهداف اللعبة على الخريطة المصغرة في المقدمة لدى اللاعب. يتعين على اللاعب العثور عليها من خلال إكمال مهام جمع المعلومات. يمكن للاعب أيضًا استخدام طائرة بدون طيار، والتي تعد واحدة من أحدث الإضافات في السلسلة ويمكن للاعب التحكم فيها لمسح البيئة واكتشاف الأعداء. يمكن أيضًا استخدام الطائرة بدون طيار لاختراق المعدات الإلكترونية للأعداء وأسلحتهم، ولإحداث التشتيت. ومع ذلك، هناك مخاطر عندما يستخدم اللاعب الطائرة بدون طيار، حيث قد يتم تنبيه الأعداء عند اكتشافهم لها. ونظرًا لأن إحدى التجارب الأساسية في اللعبة هي القنص، فإن دقة التسديدات بعيدة المدى تتأثر بعوامل مختلفة، مثل معايرة نطاق البندقية والطقس وسرعة الرياح والمسافة والجاذبية وقوة ومعدل تنفس اللاعب. نتيجة لذلك، يتعين على اللاعب التخطيط والتكيف والتفاعل مع بيئات اللعبة لتغيير هذه العوامل.
تم تحسين التنقل في شبح المحارب 3. يمكن للاعب تنفيذ بعض حركات «التنقل القصوى»، وفقًا لمطور اللعبة، مثل الجري الحر، والباركور، وتسلق الحواف، والهبوط بالحبال. يمكن للاعب تنشيط وضع Scout ، وهو قدرة بطل اللعبة على إبراز الأماكن المهمة واكتشاف المتفجرات مثل الألغام. يمكن للاعب أيضًا الاستفادة من الوضع للعثور على بقعة قنص جديدة أثناء المهام. تركز اللعبة أيضًا على الواقعية؛ ونتيجة لذلك، فإنها تتميز أيضًا بنظام طقس ديناميكي ودورة نهارية وليلية تؤثر على طريقة اللعب وسلوك العدو. يمكن للاعب الاستفادة من هذه المواقف لخلق مزايا تكتيكية.
بالإضافة إلى ذلك، يمكن للاعب السفر إلى «المنزل الآمن» حيث يمكنه جمع الإمدادات والموارد مثل مجموعات الإسعافات الأولية والذخيرة للأسلحة. تعمل هذه المنازل الآمنة أيضًا كنقاط سفر سريعة للاعب لسهولة التنقل في العالم. بالإضافة إلى ذلك، يمكن للاعب صنع وتعديل أسلحته ورصاصه. يمكن لهذه الترقيات تحسين كفاءة الأسلحة ودقتها. عند عدم لعب المهام، يمكن للاعب التفاعل مع فصيل محايد، والذي قد يساعد أو لا يساعد اللاعب في إكمال المهام. يعد «المنزل الآمن» مكانًا آمنًا حيث يمكن للاعب اختيار المعدات والنوم لساعة محددة والحرف وشراء العناصر في المتجر وبدء المهام. هناك العديد من المنازل الآمنة على كل خريطة، ويحتاج اللاعب إلى اكتشافها حتى يتمكن من استخدامها. سيكون هناك أسلحة جديدة لتجهيزها في المنازل الآمنة اكتشفت حديثا. يمكن للاعب السفر بسرعة إلى منازل آمنة من أي مكان في العالم (يتم تعطيل السفر السريع بعد دخول منطقة المهمة).
بعد اختيار مهمة، ستكون منطقتها مرئية على الخريطة، وسيتم عرض مسار نظام التموضع العالمي. سيتم أيضًا فحص نقاط الاهتمام المختلفة، التي اكتشفها اللاعب سابقًا، على الخريطة. يقود الطريق إلى منطقة المهمة من خلال الخرائط المفتوحة، حيث يمكن للاعب مواجهة أحداث عشوائية ونقاط اهتمام ومطاردة الحيوانات وما إلى ذلك. اللاعب لديه سيارته الخاصة للاستكشاف. وستكون هناك كلما خرج اللاعب من المنزل الآمن، أو عند الترحال إلى نقاط السفر السريعة تم اكتشافها مسبقًا. يمكن للاعب استخدامها لتجاوز مناطق الخريطة بسرعة. ويمكن للأعداء أيضًا اكتشاف اللاعب داخل السيارة، لذلك لا يزال من الضروري توخي الحذر.

## القصة
تدور قصة اللعبة في العصر الحديث مع سلسلة من الصراعات بين ثلاثة فصائل معادية. كما تبدأ حربا بالوكالة وحرب أهلية في جورجيا. من أجل منع قيام حرب باردة جديدة، يجب على اللاعبين السيطرة على ثورة جوناثان نورث المتواجد في جورجيا.
يلعب اللاعب دور كابتن مشاة البحرية الأمريكية جوناثان «جون» نورث، الذي تم إرساله مع شقيقه روبرت إلى الحدود الروسية الأوكرانية لتدمير مخزون مهجور من الأسلحة البيولوجية التي تعود إلى الحقبة السوفيتية قبل أن يسرقها الإرهابيون. نجح الاثنان في مهمتهما، لكنهما تعرضا لكمين من قبل مجموعة مجهولة من جنود القوات الخاصة، بقيادة رجل يدعى فاسيليسك يلعب لعبة الروليت الروسية مع جون قبل أن يطرده ويقبض على روبرت.
بعد ذلك بعامين، تم إرسال جون إلى جورجيا للمساعدة في زعزعة استقرار الخلايا الانفصالية الجورجية، التي ورد أنها تتلقى مستوى مرتفعًا بشكل غير طبيعي من التمويل والموارد. قبل جون المهمة مع جدول أعمال خفي لتحديد مكان شقيقه روبرت، بعد سماع ثرثرة استخباراتية في المنطقة. ويساعده في قيادة العمليات الخاصة المشتركة فرانك سيمز، وهو قناصة جورجية سابقة في القوات الخاصة تُدعى ليديا وكانت معه في السابق بعلاقة رومانسية، وعميل الموساد الإسرائيلي راكيل، الموجود في المنطقة الذي يتطلع إلى القبض على عالم روسي اسمه سيرجي وتجنيده. فلوستوف الذي تعتقد أنه محتجز من قبل الانفصاليين.
يواجه جون في النهاية أرمازي نفسه، الذي تبين أنه روبرت، الذي خضع للعلاج بالعقاقير، والهندسة الوراثية، وغسيل المخ لتحويله إلى جندي فوق العادة مخلص للمجتمع 23. يوضح روبرت قدراته الخارقة لجون قبل أن يحاول دون جدوى تجنيده في مجتمع 23.
في وقت لاحق، تلقى جون معلومات تفيد بأن العالم سيرجي فلوستوف محتجز في منشأة انفصالية. ينقذ جون فلوستوف، الذي قال إن المجتمع 23 قد أجبره على مساعدتهم على خلق جنود خارقين مغسولين دماغًا ومعدلين وراثيًا. أخبر فلوستوف جون أن جمعية 23 أسرت مؤخرًا جنديًا أمريكيًا وستقوم بإعدامه قريبًا بسبب فشلها في غسل دماغه. يسافر جون إلى المكان الذي يُحتجز فيه الجندي الأسير ويكتشف أنه كول أندرسون، بطل اللعبة السابقة. كول، الذي هُزم في القتال على يد أرمازي وشوهه لاحقًا إلى ما بعد نقطة التعافي، يكشف لجون أن فلوستوف هو في الواقع قائد جمعية 23. يتصل فلوستوف بجون عبر الراديو ويشعر بالشماتة حول كيف قتلت الجمعية 23 زوجة روبرت ميلا، ثم استخدمت موتها لكسر عقله وغسل دماغه.
أنقذ جون إحدى قادة الانفصاليين (إينا) من هجوم شنه جمعية 23، وعلم منها أن الزعيم الانفصالي المتبقي، دافيت، متحالف مع المجتمع 23 ومسؤول عن قتل خطيبها توماس. يقتل جون دافيت، وفي المقابل تخبره إينا أين يجد فلوستوف وروبرت / أرمازي، الموجودين في منجم يورانيوم قديم حيث أقام فلوستوف مفاعلًا نوويًا لإنتاج يورانيوم الكعكة الصفراء لصنع أسلحة نووية. عندما يتسلل جون إلى المنجم ويقاتل المرتزقة والجنود الفائقين في المجتمع البالغ عددهم 23 عامًا، يصبح المفاعل النووي غير مستقر. يواجه جون فلوستوف وروبرت في المفاعل، وكشف لروبرت أن فلوستوف وجمعية 23 قتلا زوجته ميلا، وقاموا بقتلها ليبدو وكأنها قُتلت في غارة أمريكية بطائرة بدون طيار لقلبه ضد بلاده. عند معرفة كيف تم غسل دماغه والتلاعب به، قتل روبرت فلوستوف، ثم حبس نفسه في غرفة المفاعل لإيقاف الانهيار يدويًا من أجل منح جون وقتًا للهروب، والموت بسبب التسمم الإشعاعي في هذه العملية. جون يهرب في طائرة هليكوبتر إلى جانب ليديا وراكيل، متعهدا بالانتقام من الأعضاء المتبقين في جمعية 23.
| استقبال |                                     |
| --- | ----------------------------------- |
| مجموع النقاط المجموع نقاط ميتاكريتيك PC: 59/100 [ 19 ] PS4: 55/100 [ 20 ] XONE: 57/100 [ 21 ] نتائج المراجعة نشرة نقاط دستركتويد 3/10 [ 22 ] غيم سبوت 5/10 [ 23 ] آي جي إن 5.5/10 [ 24 ] جو فيديو 14/20 [ 25 ] |                                     |
| مجموع النقاط |                                     |
| المجموع | نقاط                                |
| ميتاكريتيك | PC: 59/100 PS4: 55/100 XONE: 57/100 |
| نتائج المراجعة |                                     |
| نشرة | نقاط                                |
| دستركتويد | 3/10                                |
| غيم سبوت | 5/10                                |
| آي جي إن | 5.5/10                              |
| جو فيديو | 14/20                               |